# 张楼镇 (微山县)
张楼镇，是中华人民共和国山東省济宁市微山县下辖的一个乡镇级行政单位。

## 行政区划
张楼镇下辖以下地区：
张楼村、东丁官屯村、陶官屯村、水围子村、北丁官屯村、大孙庄村、程子庙村、刘香庄村和湖兴村。

## 建制沿革
2013年，张楼镇撤乡设镇。